# Daniel Pellizzon
Daniel Pellizzon (ur. 24 stycznia 1983 w Buenos Aires) – argentyński duchowny katolicki, pierwszy osobisty sekretarz papieża Franciszka od 2023 do 2025.

## Życiorys
Kilka lat był diakonem i w latach 2011 i 2012 współpracował z ówczesnym arcybiskupem Buenos Aires kardynałem Bergoglio przy organizacji jego prywatnego archiwum. 3 listopada 2018 otrzymał święcenia kapłańskie i został wikariuszem parafialnym w sanktuarium św. Klemensa w dzielnicy Buenos Aires Liniers, a następnie od marca 2023 w parafii Matki Bożej Miłosierdzia w dzielnicy Flores. 17 lipca 2023 Archidiecezja Buenos Aires poinformowała, że otrzymał nominację na osobistego sekretarza papieża Franciszka. Swoje obowiązki przejął w sierpniu 2023 zastępując dotychczasowego sekretarza Aemiliusa. Zaś w kwietniu 2025 zmarł papież Franciszek.